# Knud Kirkeløkke
Knud Nielsen Kirkeløkke (10 novembre 1892 – 7 febbraio 1976) è stato un ginnasta danese.

## Palmarès

### Olimpiadi
- 1 medaglia:
  - 1 argento (Anversa 1920 nel concorso svedese a squadre)